# Mùa Thu Đức
Mùa thu Đức (tiếng Đức: Deutscher Herbst) là một chuỗi các sự kiện diễn ra vào nửa cuối năm 1977, liên quan đến vụ bắt cóc chủ tịch Hiệp hội những người sử dụng lao động Đức Hanns-Martin Schleyer do nhóm Phái Hồng Quân gây ra vào ngày 5 tháng 9 và vụ cướp máy bay Landshut của hãng hàng không Lufthansa do Mặt trận Dân tộc Giải phóng Palestine tiến hành sau đó vào ngày 13 tháng 10 nhằm tăng thêm sức ép. Cụm từ "Mùa thu Đức" bắt nguồn từ bộ phim Nước Đức trong Mùa Thu (Deutschland im Herbst). Bộ phim này nói về bầu không khí xã hội trong thời kỳ khủng bố của nhóm Phái Hồng Quân.
Vào ngày 5 tháng 9 năm 1977, một đơn vị của Phái Hồng Quân tấn công chiếc xe chở Hanns-Martin Schleyer, người giữ chức chủ tịch của hiệp hội các nhà tuyển dụng Đức ở Köln thời bấy giờ. Heinz Marcisz, người lái xe của Schleyer và 3 cảnh sát đi theo hỗ trợ bị giết trong cuộc tấn công này và Schleyer bị áp giải và giam giữ trong một căn hộ thuê tại một khu nhà nhà ở gần Köln. Ông ta bị ép buộc kêu cứu chính phủ trung tả của Tây Đức thời bấy giờ là Helmut Schmidt và để đổi lấy tự do cho một số thành viên thế hệ thứ nhất của Phái Hồng Quân đang bị giam giữ. Các cuộc điều tra của cảnh sát nhắm xác định địa điểm giam giữ Schleyer đều không thành công.
Tuy nhiên, khi mọi chuyện trở nên rõ ràng rằng chính phủ không tỏ ra ý định nhượng bộ, tương tự như trường hợp vụ bắt cóc Peter Lorenz 2 năm trước, phái Hồng Quân tìm cách gia tăng áp lực bằng việc cướp chiếc máy bay Landshut của hãng Lufthansa vào ngày 13 tháng 10 với sự trợ giúp của Mặt trận Giải phóng dân tộc Palestine (PFLP - Popular Front for the Liberation of Palestine). Sau cuộc hành trình qua bán đảo Ả-rập và vụ giết hại cơ trưởng Jurgen Schumann, những tên không tặc và con tin hạ cánh ở Mogadishu, thủ đô của Somalia.
Sau khi thương lượng chính trị với lãnh đạo Somali là Siad Barre, chính phủ Tây Đức được phép tấn công chiếc máy bay. Vụ việc được tiến hành vào ngày 18 tháng 10 bởi lực lượng đặc biệt GSG 9, lực lượng này được thành lập sau vụ khủng hoảng con tin tại thế vận hội München năm 1972. Chỉ có một thành viên GSG 9 và một tiếp viên hàng không bị thương, về phía bọn khủng bố chỉ có Souhaila Andrawes sống sót.
Để trả đũa, Hanns-Martin Schleyer bị đem qua Hà Lan rồi sang Bỉ và bị bọn bắt cóc bắn chết. Thi thể của ông ta được tìm thấy vào ngày 19 tháng 10 năm 1977 bên trong một chiếc xe tại Mulhouse, Pháp.
Cùng thời điểm đó, các thành viên sáng lập RAF gồm Andreas Baader, Gudrun Ensslin và Jan-Carl Raspe được phát hiện là đã chết trong phòng giam tại nhà giam Stuttgart-Stammheim. Các cuộc điều tra chính thức kết luận là các thành viên này chết do tự tử mặc dù không xác minh được là làm thế nào súng ngắn được đưa vào nhà ngục Stammheim với chính sách an ninh nghiêm ngặt. Irmgard Moller, người bị giam giữ cùng với số tù nhân trên, sống sót với 4 vết dao trên ngực. Cô ta sau đó nói rằng các vụ tự tử là nhằm tránh khỏi xét xử trước tòa.
Sau vụ khủng hoảng Landshut, chính phủ Tây Đức nói rằng họ sẽ không bao giờ thương lượng với bọn khủng bố.